# Bassin (plan d'eau)
Pour les articles homonymes, voir Bassin.

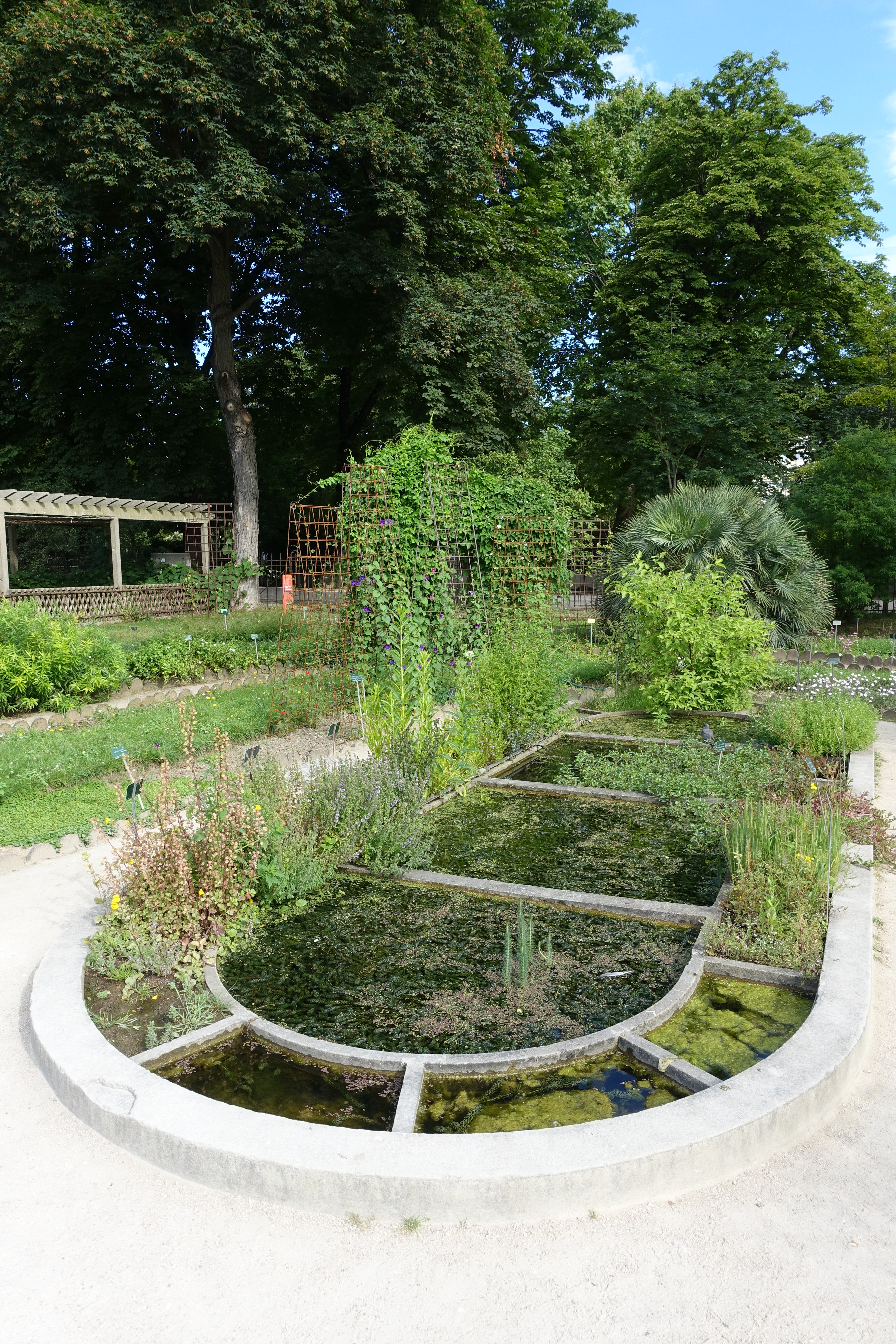
Un bassin compartimenté contenant différentes espèces de plantes aquatiques dans le jardin école de botanique, au jardin des plantes de Paris.

Un bassin est un petit plan d'eau, le plus souvent artificiel. La taille d'un bassin public, dans un jardin d'agrément dans une ville, par exemple, peut varier grandement. Dans les aquariums et parcs zoologiques, les bassins destinés à héberger des animaux aquatiques ou semi-aquatiques peuvent atteindre de grandes tailles.
Aussi, le terme bassin est parfois utilisé comme synonyme de « piscine ».

## Bassin de canal

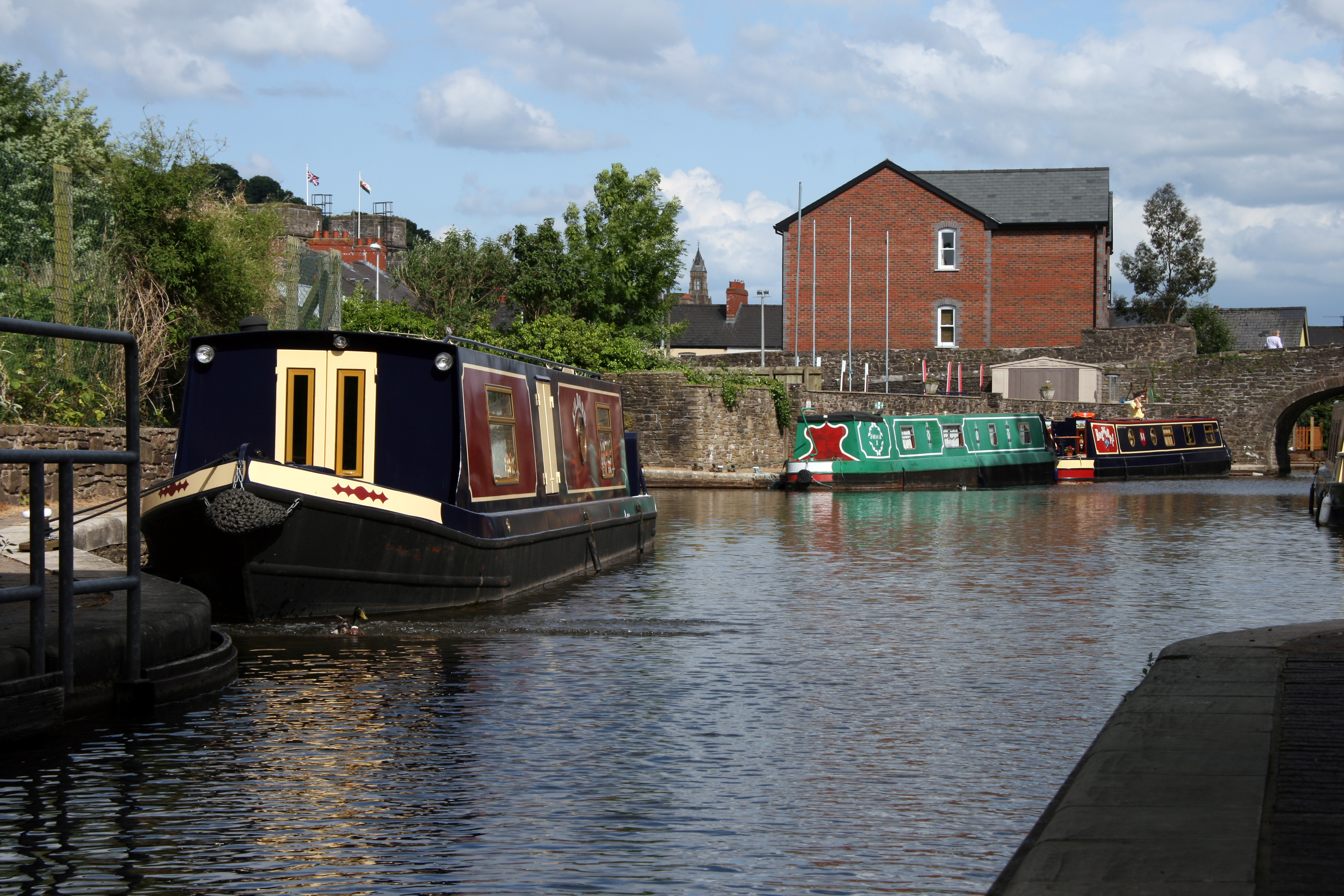
Le bassin de Brecon le long du canal Monmouthshire et Brecon

Un bassin de canal est toujours artificiel. Il s'agit, particulièrement au Royaume-Uni, d'une étendue d'eau sur le côté d'une voie navigable ou à l'extrémité d'un canal, plus large que la voie navigable elle-même. On le construit pour permettre aux bateaux de s'amarrer ou décharger des marchandises sans pour autant entraver la progression de trafic, et aussi pour permettre le retournement des navires. Pour les voies navigables intérieures, un bassin de canal peut être considéré comme un havre enclavé dans les terres.
Au bassin était souvent associé des appontements autour de son périmètre, pour aider les marchands à charger et décharger les marchandises. De nos jours, les bassins des canaux sont plus couramment utilisés pour amarrer des péniches résidentielles et récréatives.